# Crisanta Gómez
Crisanta  Gómez (Ciudad de México; 15 de noviembre de 1984) es una actriz y cantante mexicana, destacada sobre todo en teatro musical. Es conocida por participar en varias obras como: Mentiras el musical, Niño Perdido, Violinista en el Tejado, El Beso de la mujer araña, entre otros.

## Biografía
Comenzó a explorar la música desde pequeña, a lo que se le añadió el baile y posteriormente el gran descubrimiento de la comedia musical; estudiando en diferentes escuelas como Argos Casa Azul y con grandes maestros, llega después la oportunidad de incursionar en el teatro de manera profesional, entrando por la puerta grande con Violinista en el Tejado (OCESA Teatro) y posteriormente participando en títulos como Musicales de Broadway y Mentiras; obra que ha marcado su carrera, pues no solamente llevó el personaje principal, Daniela, durante 8 años y medio, si no que la puso en el mapa dentro de la comedia musical en México
Fue estrella invitada en las obras Monólogos de la Vagina y Wicked, en el personaje de Glinda. Se le suman Cheka tu mail, Dirty Dancing y Broadway a la Sexta, proyectos donde pudo explorar la comedia, y posteriormente formó parte del elenco de El Beso de la mujer araña, obra por la que recibió una nominación en los premios ACPT como Mejor Actriz de Reparto. 
En doblaje, prestó su voz a Mary Poppins en El Regreso de Mary Poppins (canciones) y a la mamá en Más allá de la luna, proyecto original de Netflix (canciones)
Actualmente forma parte del elenco de Niño Perdido, original de Quecho Muñóz y de Jesucristo Superestrella, además tener tres temporadas del monólogo La Avestruz, incluyendo una versión en Streaming. 
Así mismo ha tenido participaciones en el programa unitario La Rosa de Guadalupe y en la Doble vida de Estela Carrillo y forma parte del proyecto musical ELLAS.  
Crisanta está siempre en busca de nuevas experiencias artísticas de calidad, que muestren su pasión por las tablas y el espectáculo; agradeciendo siempre la preferencia del público y su apoyo incondicional. 

## Distinciones
- Nominación (ACPT)